# Amir Karič
Amir Karić (ur. 31 grudnia 1973 w Orahovicy) – słoweński piłkarz bośniackiego pochodzenia grający na pozycji lewego obrońcy.
Karić występował w: Rudarze Velenje, NK Mariborze, Gambie Osaka, Ipswich Town, Crystal Palace, FK Moskwa, ND Mura 05, AEL-u Limmssol, NK Koper, Anorthosisie Famagusta, Interblocku Lublana i NK Malečnik. Karierę zakończył w austriackim USV Murfeld Süd z ligi regionalnej.
Z reprezentacją Słowenii uczestniczył w Euro 2000 oraz Mistrzostwach Świata 2002. W reprezentacji Słowenii rozegrał 64 mecze w latach 1996–2004.